# Minua
Minua is een geslacht van hooiwagens uit de familie Minuidae.
De wetenschappelijke naam Minua is voor het eerst geldig gepubliceerd door Sørensen in 1932. 

## Soorten
Minua omvat de volgende 14 soorten:
- Minua barloventensis
- Minua choroniensis
- Minua crassa
- Minua denticulata
- Minua dimorpha
- Minua elias
- Minua guatopensis
- Minua montis
- Minua nebulae
- Minua parva
- Minua pinturelensis
- Minua punctiacuta
- Minua scabra
- Minua venefica